# Roxette
Roxette é uma dupla sueca de pop rock, originalmente composta por Marie Fredriksson e Per Gessle. Ambos já eram artistas consagrados na Suécia antes da formação da banda. Fredriksson havia lançado vários álbuns solo de sucesso, enquanto Gessle era o vocalista e compositor do Gyllene Tider, banda que teve três álbuns número um na Suécia. O nome Roxette foi escolhido a partir de uma canção homônima de 1974 da banda britânica Dr. Feelgood, uma das favoritas de Per Gessle.
A dupla alcançou sucesso mundial entre o fim dos anos 1980 até meados da década de 1990, período em que tiveram dezenove singles  no top 40 do UK Singles Chart e quatro singles #1 nos Estados Unidos: "The Look", "Listen to Your Heart", "It Must Have Been Love" e "Joyride". Além disso a dupla foi certificada pela Recording Industry Association of America (RIAA), com dois álbuns de platina — Look Sharp!, de 1988 (lançado nos Estados Unidos em 1989) e Joyride, de 1991, bem como dois singles de ouro — "The Look" e "It Must Have Been Love".
Roxette é o segundo grupo musical mais venda da Suécia, depois do ABBA. Eles venderam entre 75 e 80 milhões de discos em todo o mundo, e são reconhecidos como um dos grupos mais certificados de todos os tempos na Alemanha, alcançando vendas de quase seis milhões de unidades. Eles tiveram dezenove sucessos no top 40 no Reino Unido, onde a British Phonographic Industry concedeu-lhes certificação pela venda de mais de três milhões de unidades. Nos EUA, eles alcançaram quatro números um na Billboard Hot 100, e foram certificados por vendas de mais de três milhões de unidades pela Recording Industry Association of America. 
Após a morte de Fredriksson em 2019, Gessle lançou, dede 2021, músicas sob o nome PG Roxette; com o álbum de estreia, Pop-Up Dynamo!, sendo lançado em 2022. Em 2024, ele anunciou uma turnê do Roxette, com Lena Philipsson contratada como vocalista.

## História

### Formação

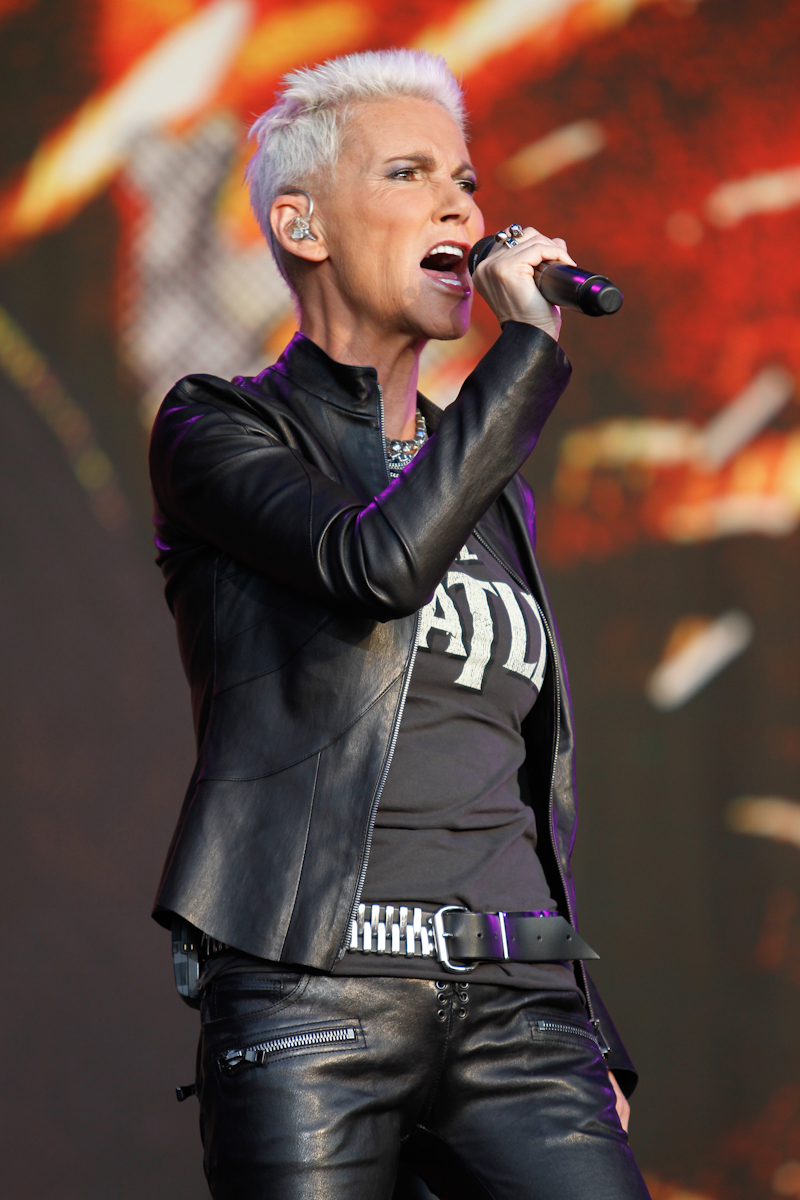
Marie Fredriksson

Per Gessle e Marie Fredriksson se conheceram em Halmstad, na Suécia, no final da década de 1970. Gessle liderou o Gyllene Tider, uma das bandas mais populares da Suécia na época, e Fredriksson estava nos menos bem-sucedidos Strul e MaMas Barn antes de embarcarem em carreiras solo. Em 1981, Fredriksson cantou pela primeira vez com Gyllene Tider no palco e foi apresentada como vocalista de fundo em um álbum em sueco que a banda lançou em 1982. Gessle também trabalhou com Frida, ex-vocalista do ABBA, em uma música de seu álbum de 1982, Something's Going On, musicando um poema de Dorothy Parker.

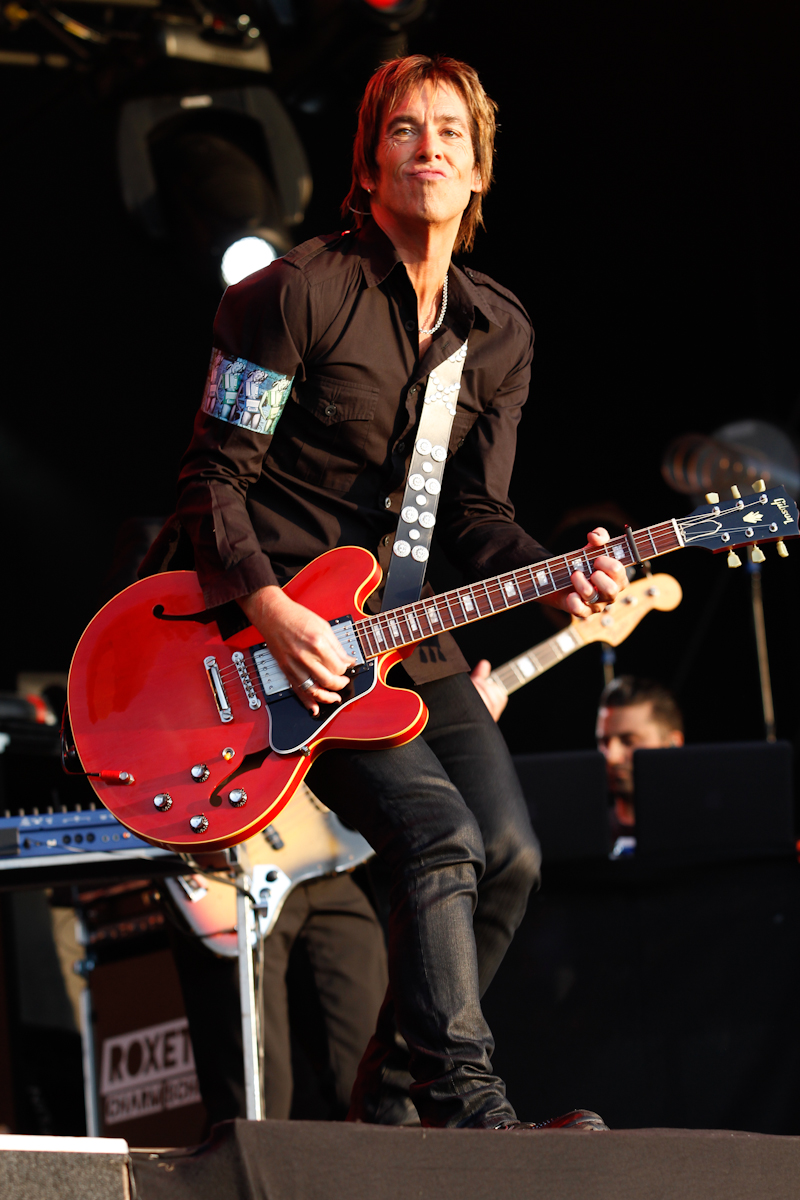
Per Gessle

Enquanto trabalhava em seu primeiro álbum solo, Het vind (Hot Wind), Fredriksson executou mais vocais de fundo para o único álbum de Gyllene Tider em inglês, The Heartland Café. O álbum de 11 faixas foi lançado em fevereiro de 1984 e vendeu 45 mil cópias na Suécia. De acordo com Gessle, o primeiro lançamento do grupo em inglês foi em resposta ao interesse manifestado pelo selo americano Capitol Records da EMI. A Capitol pegou seis das faixas e lançou um disco de extended play (EP) nos Estados Unidos com um título abreviado, Heartland, mas a empresa insistiu em um nome diferente para a banda. Gessle e os outros membros do Gyllene Tider (sueco para "Golden Times" ou "Golden Age") escolheram o título de uma canção do Dr. Feelgood de 1975, "Roxette".

“Lembro que Per tinha escrito uma música muito boa. Achei que Per e Marie se encaixariam, já que Per escreve ótimas músicas e Marie pode cantar uma lista telefônica e fazer com que soe bem. É claro que estou um pouco orgulhoso de ter tido a ideia do Roxette".

— Rolf Nygren
O recém-nomeado Roxette fez um lançamento quase invisível nos EUA, "Teaser Japanese", cujo vídeo chegou ao estúdio da MTV, mas não recebeu nenhuma rotação digna de menção. Ele e os singles subsequentes tiveram melhor desempenho na Suécia, e Gyllene Tider fez uma breve turnê pelo país para divulgar o álbum. No entanto, "o álbum morreu logo e a carreira internacional morreu antes mesmo de começar", escreveu Gessle. "Decidimos colocar Gyllene Tider para descansar... até novo aviso." Gessle então voltou-se para o trabalho solo, gravando seu segundo álbum solo em sueco, Scener, lançado em 1985 e novamente apresentando Fredriksson nos vocais de fundo. Enquanto Fredriksson gravava seu segundo álbum solo, Den sjunde vågen (The Seventh Wave).
Foi então que o diretor administrativo da EMI, Rolf Nygren, sugeriu que Gessle e Fredriksson cantassem juntos. Gessle traduziu uma música chamada "Svarta glas" ("Óculos pretos") para o inglês, que se tornou seu primeiro single, Neverending Love. Foi lançado no verão de 1986 sob o nome de "Roxette" e alcançou o top 10 sueco, vendendo 50 mil cópias.

### Pearls of Passion
...embora o álbum tenha sido um sucesso na Suécia, o resto do mundo não prestou muita atenção. E ouvindo o álbum, não é tão difícil dizer por quê: nada aqui é ruim, mas faltam quase todos os elementos que fizeram álbuns como Joyride e Look Sharp em grandes sucessos apenas alguns anos depois.

— Damas of Allmusic retrospectively reviewing Passion
Após o sucesso de "Neverending Love" na Suécia, Gessle e Fredriksson rapidamente gravaram um álbum completo, traduzindo canções que Gessle havia escrito originalmente para seu terceiro álbum solo. Com o lançamento de Pearls of Passion em outubro de 1986, o Roxette manteve seu impulso comercial na Suécia com seus próximos singles Goodbye to You e Soul Deep. Alguns singles de Passion foram lançados em outros países, mas esses lançamentos internacionais não conseguiram imitar o sucesso sueco. O álbum foi seguido por uma compilação de remixes das mesmas músicas, intitulada Dance Passion.

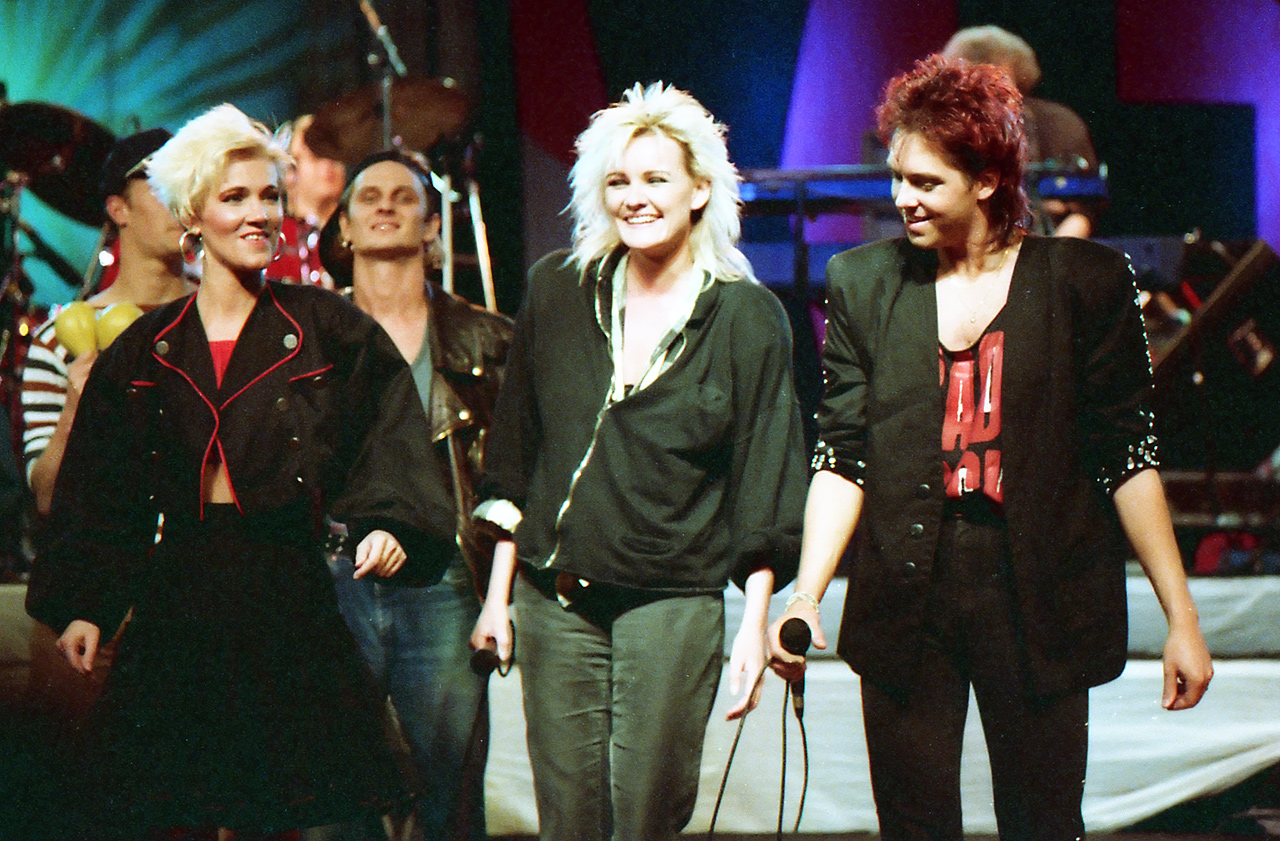
Roxette ao lado de Eva Dahlgren na turnê Rock Runt Riket em 1987

Em 1987, Fredriksson lançou seu terceiro álbum solo Efter stormen (After the Storm). Enquanto isso, o Roxette lançou o single "I Want You" em colaboração com Eva Dahlgren e Ratata. Mais tarde, no mesmo ano, eles lançaram It Must Have Been Love (Christmas For the Broken Hearted) depois que a EMI Alemanha pediu à dupla que criasse um single de Natal inteligente. A música com tema natalino recebeu alguma atenção em seu país natal enquanto o Roxette preparava seu próximo álbum, embora a EMI Alemanha tenha decidido não lançar o single. Pearls of Passion foi relançado internacionalmente em 1997 e incluiu It Must Have Been Love (Christmas for the Broken Hearted) como faixa bônus.

### Look Sharp!
O álbum seguinte, Look Sharp!, foi lançado na Europa em 19 de outubro de 1988, dois anos após Pearls of Passion. Gessle e a gravadora EMI Svenska optaram por destacar Marie, lançando os singles "Chances" e "Dressed for Success", como os primeiros singles.
Depois disso, as rádios suecas passaram a executar "The Look". Nessa época, um estudante norte-americano de Minneapolis, Dean Cushman, realizava uma viagem de intercâmbio na Suécia quando ouviu "The Look", então uma das músicas mais tocadas do país. Cushman comprou uma cópia de Look Sharp! e levou-a para os Estados Unidos no fim de 1988. De acordo com Gessle, Cushman "implorou" para que uma estação de rádio de Minneapolis, KDWB 101,3 FM, reproduzisse a canção. Com base na resposta positiva do radialista, o diretor de programação da estação copiou e distribuiu a canção para outras estações, e dentro de semanas, a canção se tornou bastante popular.
Três ou quatro gerações de exemplares da música foram confeccionados e distribuídos para estações de rádio dos Estados Unidos, que passaram a executar o single espontaneamente, antes de qualquer produto do Roxette ser lançado ou promovido no mercado norte-americano. Após a popularidade de "The Look", os diretores da EMI tomaram a decisão de lançar o single nos Estados Unidos. O "caso Dean Cushman" foi parar nas rádios, jornais e nas redes de TV americanas e suecas. Durante muitos anos, Fredriksson e Gessle afirmaram que esse foi o início do seu sucesso internacional.
No início de 1989, a EMI lançou "The Look" nos Estados Unidos, juntamente com cópias do álbum Look Sharp!. "The Look" atingiu o primeiro lugar do ranking Billboard Hot 100 em 8 de abril de 1989, onde permaneceu por uma semana. No final do ano, a Billboard classificou "The Look" como um dos 20 maiores Hot 100 singles do ano. "The Look" também chegou ao topo dos rankings musicais de importantes mercados, como Alemanha, Japão e Austrália. Em maio, também entrou no Top 10 do Reino Unido.
"Dressed for Success" foi o segundo single nos Estados Unidos, e o Roxette iniciou sua primeira turnê mundial. O single foi #14 no Hot 100, bem como #3 na Austrália e #2 no Japão. "Listen to Your Heart" foi lançado depois. A canção conseguiu captar grande interesse dos ouvintes, mesmo sendo radicalmente diferente de "The Look" e "Dressed for Success", lembrando as baladas da banda Heart. O single passou uma semana como #1 Billboard Hot 100, a partir de 4 de novembro de 1989 e atingiu o Top 10 em quase todo o mundo, incluindo Alemanha, Reino Unido, Austrália e Japão.
A canção "Listen to Your Heart" esteve incluída na trilha sonora internacional da novela O Sexo dos Anjos, de Ivani Ribeiro entre 1989/1990, como tema dos personagens Adriano e Isabela, interpretados por Felipe Camargo e Isabela Garcia.
Um quarto single, "Dangerous", foi lançado no final do ano, entrando no Hot 100 no final de dezembro, passando duas semanas como #2 no Hot 100, em fevereiro de 1990 e, à exemplo de suas antecessoras, tornou-se um sucesso mundial, atingindo o Top 10 em importantes mercados da música no mundo inteiro. "Dangerous" foi lançado como double A-sided single no Reino Unido, juntamente com "Listen To Your Heart".
Look Sharp! deu a Gessle seu primeiro Grammis sueco na categoria Melhor Compositor. O Roxette também recebeu dois Rockbjörnen Award: Melhor Álbum e Melhor Grupo Sueco, enquanto Marie ganhou seu terceiro Rockbjörnen consecutivo de Melhor Artista Feminina Sueca.
Nessa época, a Touchstone Pictures procurou a EMI e o Roxette para uma contribuição para a trilha sonora de um filme estrelado por Richard Gere e Julia Roberts. Gessle afirmou que "It Must Have Been Love", gravação feita há dois anos, foi escolhida porque o Roxette não teve tempo para compor e gravar uma nova canção enquanto fazia shows de sua turnê na Austrália e na Nova Zelândia.
Gessle e produtor Clarence Öfwerman tomaram a antiga gravação, pediram à Marie para substituir as referências ao Natal, acrescentou o som de alguns instrumentos e superposições vocais ao fundo, e deu a canção para os produtores da trilha sonora que (de acordo com Gessle) a deixaram de cabeça para baixo. Gessle disse também que, após a re-editar a canção antes do lançamento do filme, os produtores re-solicitaram a canção, que foi então adicionada à trilha sonora.
Uma Linda Mulher foi lançado em março de 1990 e arrecadou mais de US$ 460 milhões de bilheteria a nível mundial. A trilha sonora recebeu três álbuns de platina, certificados pela RIAA. Embora não tenha sido o primeiro single lançado, "It Must Have Been Love" foi o mais bem-sucedido, passando duas semanas como #1 no ranking Billboard Hot 100, a partir da edição de 16 de junho de 1990, e chegando ao topo dos rankings musicais em mais de 20 países.
A canção ainda passou duas semanas adicionais como #2 depois de sair do topo do ranking norte-americano, um total de nove semanas no Top 10, e dezessete semanas no Top 40. A Billboard classificou "It Must Have Been Love" como #2 Hot 100 singles de 1990, atrás apenas de "Hold On", de Wilson Phillips. Na Alemanha, o single passou 9 meses no Top 75. A canção se revelou o maior sucesso do Roxette, alcançando o topo de rankings musicais em muitos países e sendo #3 no Reino Unido, a melhor colocação de um single da dupla por lá.
Na Suécia, o Roxette recebeu seu segundo Rockbjörnen como Melhor Grupo e Marie ganhou o seu quarto prêmio como Melhor Artista Feminina Sueca.

### Joyride
Ao fim de 1990, o Roxette completou sua turnê mundial e retornou para a Suécia para gravar o sucessor de Look Sharp!. Com 14 canções, Joyride foi lançado em março de 1991. O álbum alcançou o #12 lugar no Billboard 200 álbum chart e se tornou um grande sucesso na Europa (#1 na Alemanha durante 13 semanas, #1, na Suécia, #2 no Reino Unido) e #4 na Austrália.
O single "Joyride" atingiu a quarta colocação no Reino Unido e passou uma semana como #1 no Billboard Hot 100, a partir de 11 de maio, também estando no topo dos rankings musicais em mais de 20 países, incluindo Alemanha, Suécia e Austrália. O single também atingiu um enorme sucesso no Canadá, que resultou na nomeação do Roxette para o Juno Award de 1992 na categoria Single Mais Vendido por um Artista Estrangeiro.
O single seguinte, "Fading Like a Flower (Every Time You Leave)", passou uma semana como #2 no Hot 100 em julho e foi um grande sucesso em outros grandes mercados (#7 na Austrália, #5 na Alemanha e na Suécia). Foi então que Roxette embarcou em uma turnê ainda mais ambiciosa, levando mais de 1,7 milhões de fãs à 108 concertos, incluindo alguns nos Estados Unidos.
Foi nesta época que, segundo Per Gessle, a filial americana da EMI realizou alterações pessoais que resultaram em uma queda na publicidade dada ao Roxette.  Embora Joyride tenha sido certificado como álbum de platina e tenha realizado expressivas vendas, superando Look Sharp!, os singles posteriores - "Spending My Time" e "Church of Your Heart" - não conseguiram chegar acima do #30 no Hot 100, enquanto que do outro lado do Atlântico, o enorme sucesso dos singles de Joyride continuou: "Spending My Time" se tornou outro Top 10 na Alemanha e na Austrália, enquanto "The Big L" fez parte do Top 10 japonês e sueco, bem como o Top 20 na maioria dos países europeus, incluindo a Alemanha.
No Brasil, Spending My Time esteve incluída na trilha sonora internacional da telenovela Perigosas Peruas, de Carlos Lombardi, como tema da personagem Cidinha, interpretada por Vera Fischer.
O  sucesso absoluto da dupla se refletiu numa nomeação para o prêmio Echo (o equivalente alemão do Grammy) na categoria Grupo Internacional do Ano. Eles também ganharam dois Rockbjörnens: Melhor Álbum e Melhor Grupo Sueco.

### Tourism
A dupla continuou com a turnê Join the Joyride World Tour até o final de 1991. Em vez de lançar um novo álbum, Per e Marie optaram por remasterizar gravações mais antigas, incluindo várias músicas não incluídas nos álbuns Look Sharp! e Joyride. Eles também registraram algumas de suas performances ao vivo, gravaram uma versão de "It Must Have Been Love" de inspiração country em um estúdio de Los Angeles, e novo material gravado em diversas localidades ao redor do mundo - um dance club vazio, um quarto de hotel - e compilaram  tudo no álbum Tourism: Songs from Studios, Stages, Hotelrooms & Other Strange Places, lançado em outubro de 1992. Gessle afirmou que o álbum foi criado para "capturar a energia dentro da banda", especialmente no desempenho espontâneo de músicas como "Here Comes the Weekend" e "Never Is a Long Time".
O primeiro single do álbum foi "How Do You Do!", seguido pela balada "Queen of Rain", e uma diferente versão da canção "Fingertips", gravada acusticamente para o álbum e reintitulada "Fingertips '93",para ser lançada como single. Tourism e seus singles fizeram pouco sucesso nos Estados Unidos, ao contrário do que ocorreu na Europa, graças ao single "How Do You Do!" que deu ao Roxette um lugar no Top 5 de toda a Europa (#2 na Alemanha e na Suécia), bem como o seu primeiro Top 15 no Reino Unido em mais de um ano. O álbum também se mostrou um best-seller no continente, atingindo #1 na Alemanha e na Suécia e #2 no Reino Unido, bem como um pico em #5 na Austrália.
Foi também em 1992 que Marie Fredriksson lançou seu primeiro álbum solo em língua sueca em cinco anos, intitulado Ständiga Den Resan (A Eterna Jornada). Ele lhe trouxe seu segundo Grammis Award, desta vez como Artista do Ano.
No início de 1993, o Roxette participou da série MTV Unplugged, sendo a primeira banda de língua não inglesa a gravar um aucústico para MTV, apesar das músicas nunca terem sido lançadas em um álbum oficial Unplugged. Em casa, Roxette recebeu um Rockbjörnen de Melhor Grupo Sueco, o último Rockbjörnen que o grupo iria receber, embora tenha recebido nomeações nos anos seguintes. Roxette também recebeu sua segunda nomeação ao prêmio Echo na categoria Grupo Internacional do Ano.
Foi também em 1993 que a dupla gravou e lançou o single "Almost Unreal", uma canção originalmente composta para o filme Hocus Pocus estrelado por Bette Midler, Sarah Jessica Parker e Kathy Najimy. No entanto, a canção foi deslocada para a trilha sonora do filme Super Mario Bros., baseado no videogame Nintendo e estrelando Bob Hoskins, John Leguizamo e Dennis Hopper. O filme, que custou mais de US$ 40 milhões, arrecadou apenas US$ 20 milhões na bilheteria. Apoiado pelo filme e recebendo um razoável apoio da EMI, "Almost Unreal" permaneceu algumas semanas nas últimas posições da Billboard Hot 100, mas alcançou o Top 10 da UK Singles Chart, o primeiro single da dupla nesse ranking desde o lançamento de "Joyride" dois anos antes .

### Crash! Boom! Bang!
Roxette retornou — "adulto", segundo Marie Fredriksson — em 1994, com o lançamento de Crash! Boom! Bang!, álbum que acabou sendo um estrondoso sucesso na Europa (#1 na Suécia, #2 na Alemanha, #3 no Reino Unido) e quebrou recordes no Japão, tornando-se o lançamento de maior sucesso de um álbum não japonês na história do país. Nos Estados Unidos, onde a EMI local quase não divulgou o álbum, as vendas foram ajudadas por uma campanha da rede McDonald's, que promoveu e vendeu um CD de dez faixas em suas lojas, intitulado Favorites From Crash! Boom! Bang!, alcançando mais de um milhão de cópias vendidas nos Estados Unidos e se tornando um dos grandes sucessos do grupo no mercado norte-americano, mostrando que a dupla ainda tinha um grande número de fãs por lá.
O primeiro single do álbum foi "Sleeping in My Car", que chegou ao Billboard Top 50  nos Estados Unidos e ao Top 15 do Reino Unido, Austrália e Alemanha. Os lançamentos seguintes, "Crash! Boom! Bang!", "Fireworks", "Run to You" e "Vulnerable" também obtiveram relativo sucesso nos rankings musicais de todo o mundo, com exceção dos Estados Unidos - todos eles fizeram parte do Top 30 do UK Singles Chart.
Em 1994 teve início a turnê Crash! Boom! Bang! World Tour 1994-95. Embora dessa vez a dupla não tenha feito nenhum show nos Estados Unidos, o Roxette foi o primeiro grupo do Ocidente que obteve permissão para se apresentar na China desde o Wham!, em 1985. As negociações para a obtenção da permissão para o concerto levaram anos, e incluíram até a censura de alguns trechos de "Sleeping in My Car". No entanto, a canção foi cantada de acordo com a composição original durante o show.
Crash! Boom! Bang! foi o último lançamento do Roxette pela EMI nos Estados Unidos.

### Don't Bore Us, Get to the Chorus! e Baladas En Español
Em 1995, o Roxette lançou uma compilação de seus maiores sucessos, Don’t Bore Us – Get to the Chorus! Roxette’s Greatest Hits, que chegou ao Top 5 em diversos países europeus, incluindo o Reino Unido, bem como no Top 10 australiano. Com dezoito faixas, o álbum trazia quatro novas canções, incluindo "You Don't Understand Me", música que Per Gessle compôs em parceria com o norte-americano Desmond Child. Nesse mesmo ano, uma compilação de singles que não fizeram parte de nenhum álbum do Roxette e algumas músicas do programa MTV Unplugged foram  lançadas no Sudeste Asiático e em algumas partes da América do Sul sob o título Rarities.
O ano marcou também a terceira indicação do Roxette na categoria Grupo Internacional do Ano no prêmio Echo.
Em 1997, algumas das músicas de maior sucesso do Roxette foram traduzidas para língua espanhola, dando origem ao álbum Baladas En Español, sucesso de vendas na América Latina e na Espanha, onde foi álbum de platina. Ainda em 1996,  Marie Fredriksson lançou outro álbum em língua sueca, I En Tid Som Var ("Num Tempo como o Nosso"). Ao mesmo tempo,  Per reuniu-se com o Gyllene Tider para uma turnê de grande sucesso na Suécia, que rendeu à banda dois Grammis — Melhor Artista e Melhor Música ("Gå och Fiska") — e um Rockbjörnen Award de Melhor Música.

### Have a Nice Day
Per Gessle lançou um álbum solo em língua inglesa, The World According to Gessle, em 1997. Uma das músicas, "I'll Be Alright", trazia Marie cantando ao fundo.
Ambos se reuniram em 1998 para gravar as músicas do novo álbum do Roxette, Have A Nice Day, que foi lançado em março de 1999 e assinalou o bem-sucedido retorno da dupla à Europa continental (#1 na Suécia, #2 na Alemanha), mas teve vendagens fracas na Austrália e no Reino Unido, onde a dupla tradicionalmente obtinha vendas expressivas. Contendo elementos de música tecno e house, Have A Nice Day marcou o retorno da dupla ao topo dos rankings musicais de sua terra natal.
O primeiro single, "Wish I Could Fly", ficou tão perto do Top 10 do UK Singles Chart (#11) quanto qualquer outro single lançado pelo Roxette desde 1993. A música também esteve presente no Top 10 da Itália e no Top 20 de Áustria, Finlândia e Suíça. Na Suécia, ficou posicionado #4 lugar, a melhor posição de um single da dupla desde "Sleeping in My Car". "Wish I Could Fly" foi considerada a sétima música mais executada nas rádios européias no ano de 1999.
O segundo single, "Anyone", ficou muito mal posicionado nos rankings musicais, não chegando sequer a ser lançado no Reino Unido. Essa falha foi compensada pelo lançamento do terceiro single, " Stars”, que esteve no Top 10 da Finlândia, no Top 20 de Suécia e Noruega e no Top 30 da Alemanha e Suíça. As vendas de Have A Nice Day também foram boas na América do Sul, mas o álbum não foi lançado nos Estados Unidos.
Em 2000, Marie lançou uma compilação com seus maiores sucessos em sueco, nomeado Äntligen (Finalmente). O álbum se tornou um grande sucesso de vendas na Suécia (#1 por três semanas) e resultou numa turnê de sucesso pelo país. Ao mesmo tempo, o Roxette assinou um contrato com a gravadora Edel Music, que lançou o álbum Don't Bore Us, Get to the Chorus! nos Estados Unidos, substituindo algumas canções da versão original do álbum por músicas ("Wish I Could Fly" e " Stars") de Have A Nice Day. O resultado foi o retorno da dupla sueca aos rankings musicais norte-americanos: o single "Wish I Could Fly" ficou em #27 no Billboard Adult Contemporary e em #40 lugar nos cômputos do Adult Top 40.

### Room Service
O lançamento de Room Service, em 2001, foi seguido por críticas entusiasmadas. "Provavelmente o melhor álbum do Roxette desde Joyride", escreveu Leslie Mathew, do Allmusic.
O primeiro single de Room Service, "The Centre of the Heart", foi #1 na Suécia e esteve no Top 20 de Finlândia e Argentina, seguido de "Milk and Toast and Honey", que alcançou o Top 30 sueco e suíço, o Top 5 em Portugal e chegou ao #1 lugar no Brasil, graças em parte à sua inclusão na trilha sonora da novela Um Anjo Caiu do Céu, da Rede Globo, como tema dos personagens Kico e Dorinha, interpretados respectivamente por Jonatas Faro e Sthefany Brito. Ainda em 2001, o Roxette iniciou mais uma turnê pela Europa, intitulada Room Service World Tour 2001.

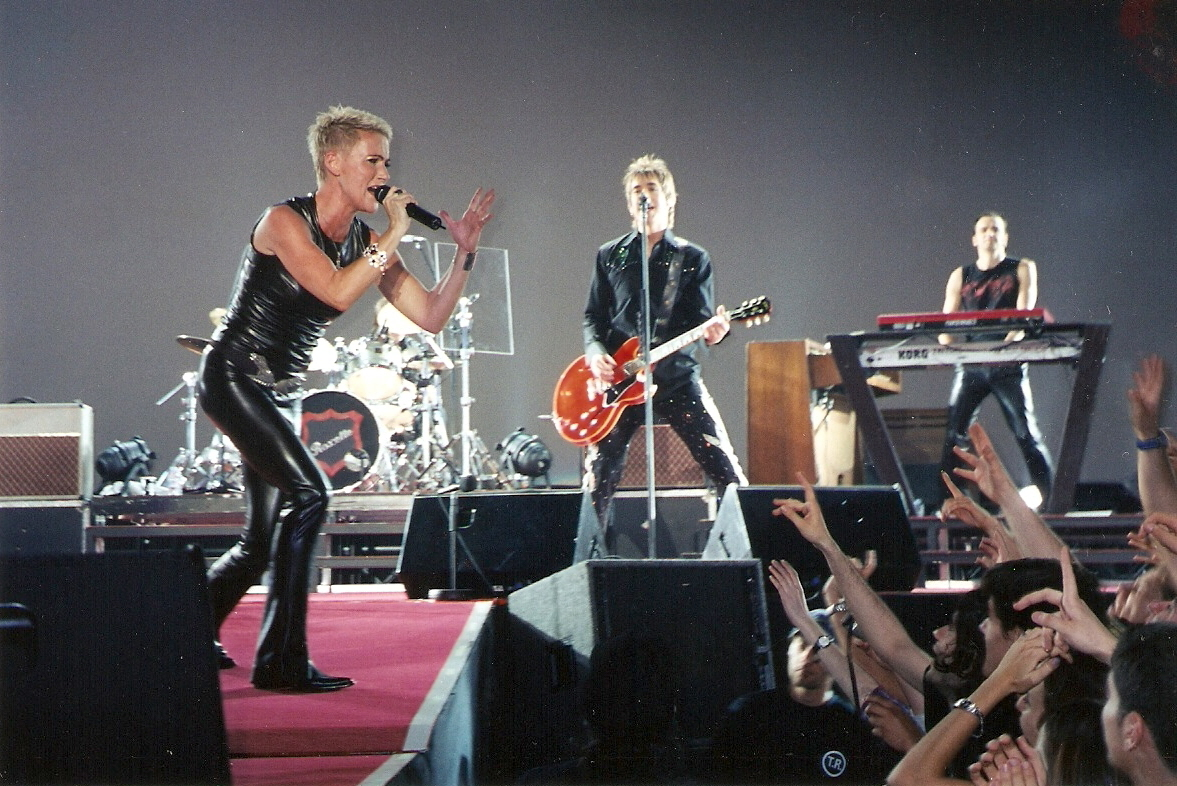
Roxette em um show na Espanha - 2001

### Compilações e álbuns solo
Após o lançamento de Room Service vieram um conjunto de compilações, The Ballad Hits, lançada no final de 2002 e The Pop Hits, no início de 2003. Cada conjunto continha um CD separado com material faixas raras. A canção "A Thing About You" foi lançada como single de The Ballad Hits. O álbum foi lançado no Reino Unido em 14 de fevereiro de 2003 e chegou a ser o #11 mais vendido, tendo alcançado boas colocações na Alemanha e nos Países Baixos. O single "Opportunity Nox" foi lançado a partir de The Pop Hits em 2003].
Entretanto, em setembro de 2002, após um desmaio, Marie Fredriksson foi diagnosticada com um tumor cerebral, que mais tarde foi removido com êxito em uma cirurgia. Foi durante a sua recuperação que ela escreveu e compilou canções para seu primeiro disco solo em língua inglesa, The Change, lançado em outubro de 2004. Inspirado pela sensação de mortalidade e realizado em parceria com seu marido, Mikael Bolyos, o álbum entrou no chart sueco em #1 e rapidamente ganhou status de Ouro pela IFPI. O primeiro single, "2nd Chance" , entrou no ranking de singles sueco #8 lugar.
Em junho de 2003, Gessle lançou seu primeiro álbum solo em língua sueca em 18 anos, intitulado Mazarin (Pôster). O álbum atingiu o #1 no ranking sueco de álbuns, tornou-se cinco vezes platina, e trouxe numerosos prêmios a Gessle. Uma das faixas, "På Promenad genom Staden" ( "Passeando pela Cidade") teve participação especial de Marie Fredriksson.
Em 2004, Gessle e o Gyllene Tider reuniram-se para comemorar o aniversário de 25 anos da banda, que incluiu o primeiro álbum da banda em 20 anos, Finn 5 fel!, e uma bem sucedida turnê na Suécia. Ao fim da turnê, quase meio milhão de fãs haviam assistido aos shows do grupo. Como resultado, eles foram homenageados com quatro prêmios na Suécia.
Em 2005, o grupo belga DHT remixou a canção "Listen to Your Heart" na versão trance. Originalmente lançada na Bélgica em 2003, as várias combinações da canção chegaram aos clubes norte-americanos no final de 2004. Em meados de 2005, a canção alcançou o Top 10 da Billboard Hot 100, e foi certificada com status de single de ouro pela RIAA em outubro.
Em 23 de novembro de 2005, Per Gessle lançou seu primeiro álbum solo em inglês em oito anos, intitulado Son of a Plumber. Ele estava no meio de divulgação do álbum, quando, em 29 de novembro de 2005, compareceu com Marie Fredriksson ao Dorchester Hotel, em Londres, uma apresentação de prêmios pela Broadcast Music Incorporated (BMI). Gessle recebeu um prêmio por "It Must Have Been Love", que, até 2005, havia sido executada mais de 4 milhões de vezes nas rádios norte-americanas. A cerimônia marcou a primeira vez que  Fredriksson e Gessle apareceram juntos em público desde o aparecimento do tumor cerebral em Marie e posterior retirada em 2002. Quando perguntado por um repórter se haveria um retorno do Roxette, Gessle respondeu, "Nós não decidimos ainda. As portas não estão fechadas. ... Ainda somos jovens".
Marie regressou em 2006 com uma compilação de canções sueco intitulada Min bäste Vän (Minha Melhor Amiga). O single "Sommaräng" foi lançado em 17 de maio de 2006. Min bäste Vän é um álbum com canções dos anos 60 e 70 que marcaram a infância de Marie.
Em meados de 2006, a dupla lançou, para execuções em rádios, a canção "The Rox Medley" para promover o lançamento comemorativo de seus 20 anos de carreira. O medley inclui seis hit singles: "The Look", "Joyride", "Listen to Your Heart", "Dangerous", "It Must Have Been Love" e "Fading Like a Flower (Every Time You Leave)". Lançada como b-side do single "One Wish" e disponibilizada para download no iTunes, atingiu #1 entre os downloads de músicas na Suécia.
O boxset The Rox Box / Roxette 86-06 foi lançado em 18 de outubro de 2006. Abrangendo mais de 4 CDs e DVD, que incluía dois novos singles, "One Wish" e "Reveal", The Rox Box foi lançado para comemorar o sucesso do Roxette na indústria musical. A capa do The Rox Box traz a frase "Hoje foi há vinte anos...", referência ao fanatismo de Gessle pelos Beatles.
Uma nova coletânea musical, A Collection of Roxette Hits - Their 20 Greatest Songs! foi lançada ao mesmo tempo que o Rox Box. "One Wish" e "Reveal" também foram incluídos neste CD.
"One Wish" foi lançado internacionalmente no dia 6 de outubro. Foi a sua primeira canção nova em 4 anos e foi gravado em maio de 2006 especialmente para o Rox Box. Em 14 de fevereiro de 2007, o segundo single, "Reveal", foi lançado, não internacionalmente, mas "aqui e ali". Após rumores de que Per Gessle estava descontente com a versão do álbum, "Reveal" uma "single version" foi criada e lançada às rádios.
Em uma entrevista à rádio CKWV-FM "The Wave", de Vancouver, Canadá, Gessle partilhou seus sentimentos sobre trabalhar com Fredriksson novamente:
"Foi, de fato, maravilhoso, e emocionante, é claro... Mas chega um momento em que vamos para trás na onda. Eram as mesmas piadas, o mesmo... tudo foi como o mesmo. Portanto, embora tenha ido por hora, a sensação é como se o tempo ficou ainda um pouco parado... Não é como era antes, porque, você sabe, Marie é uma pessoa que mudou depois de tudo o que ela passou. Mas apesar de tudo, ela ainda canta muito bem e, você sabe, foi um prazer poder gravar essas canções. Se você tivesse me perguntado há dois anos se isso aconteceria, eu definitivamente nunca acreditaria que aconteceria. Estou muito contente com o que nós realmente pudemos fazer".
No final de 2008 Per Gessle lançou um novo disco solo chamado Party Crasher, capitaneado pelo single "Silly Really". Logo em seguida, lançou-se em uma pequena turnê mundial iniciada em abril de 2009.
Em 2008 o tabloide britânico "The Sun" divulgou uma lista com as 50 cantoras que nunca serão esquecidas na história da música, Marie Fredriksson ocupou a 16.ª posição.

### Night of The Promse turnê europeia
Os rumores começaram sobre uma reunião do Roxette quando Gessle foi entrevistado pela BBC em abril de 2009. "Sim, já conversamos sobre isso. Depende realmente de Marie." Gessle disse. Sites de notícias online também perceberam a possibilidade de um reencontro. Em 5 de maio de 2009, foi feito um anúncio de que "o Roxette se reuniria após 8 anos e tocaria pela primeira vez no Night of the Proms na Bélgica, Holanda e Alemanha". A turnê começou na sexta-feira, 23 de outubro, no Sportpaleis Antuérpia. O Roxette deveria tocar no Night of the Proms em 2002, mas a doença de Fredriksson significou que eles tiveram que desistir.

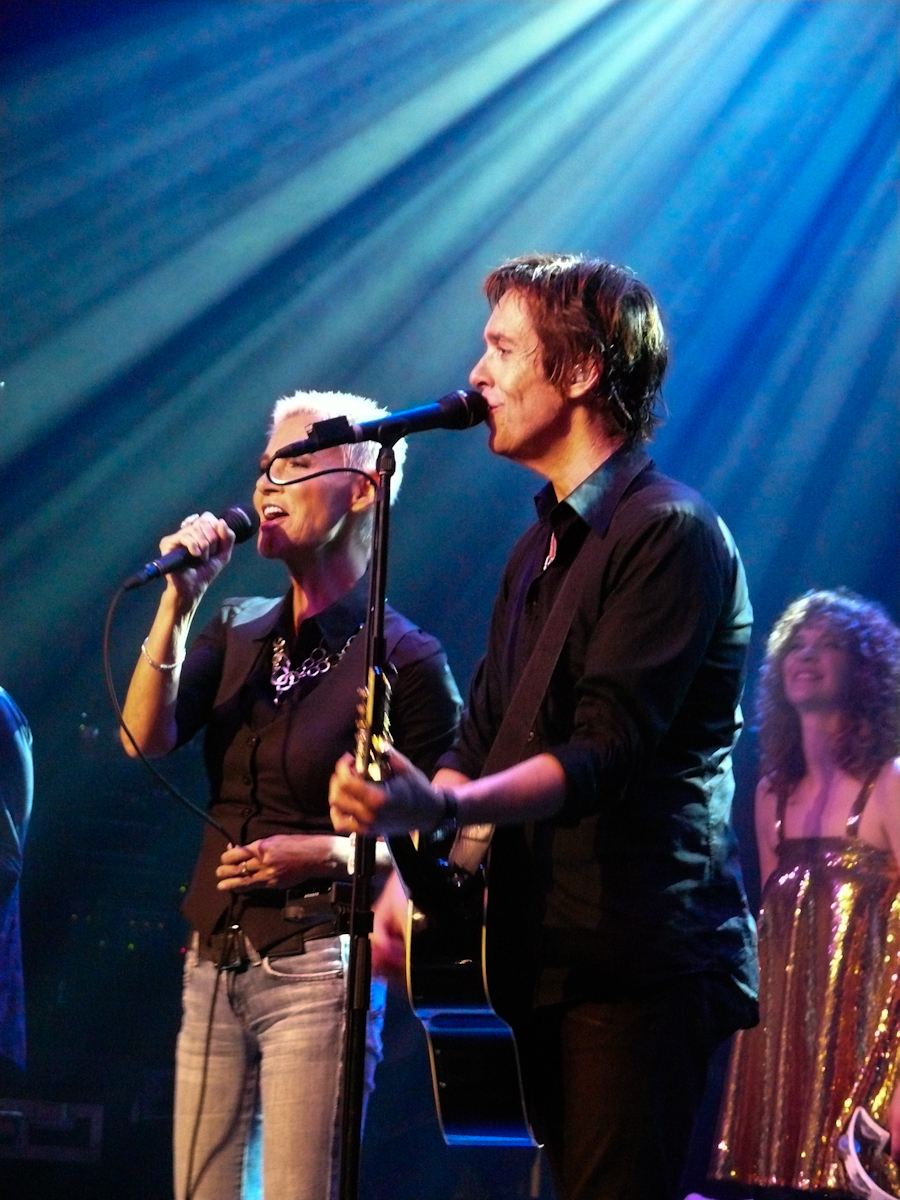
Roxette no palco em 6 de maio de 2009

Apesar do anúncio do Night of the Proms, a primeira aparição do Roxette depois de oito anos foi em 6 de maio de 2009, durante o show de Per Gessle em Amsterdã, como parte de sua turnê Party Crasher. Quase no final do show, Gessle disse: "Gostaria que todos dessem as boas-vindas a uma velha amiga minha: Marie Fredriksson", então ela se juntou à banda para tocar "It Must Have Been Love" e "The Olhar". Mais tarde, ela também apareceu no palco com ele em Estocolmo, no último show de sua turnê solo, em 9 de maio de 2009. Mais tarde, em julho de 2009, eles participaram do festival New Wave na Letônia.
Em janeiro de 2010, um show no evento The Race Legends na Suécia em 14 de agosto foi anunciado, seguido pela confirmação de outros shows na Rússia, Dinamarca e Noruega que aconteceram durante agosto e setembro de 2010. Em 18 de junho de 2010, o Roxette apresentou um show único no Stockholm Concert Hall, apresentando "The Look" na frente de Vitória, Princesa Herdeira da Suécia, durante o concerto de gala no dia anterior ao seu casamento. Em 4 de agosto de 2010, o Roxette fez um show secreto de 2 horas no Leifs Lounge, Hotel Tylösand, nos arredores de Halmstad. Isso foi visto como um ensaio geral para a próxima turnê europeia.

### Charm School,Travellinge turnê mundial
Após uma série de shows incluindo

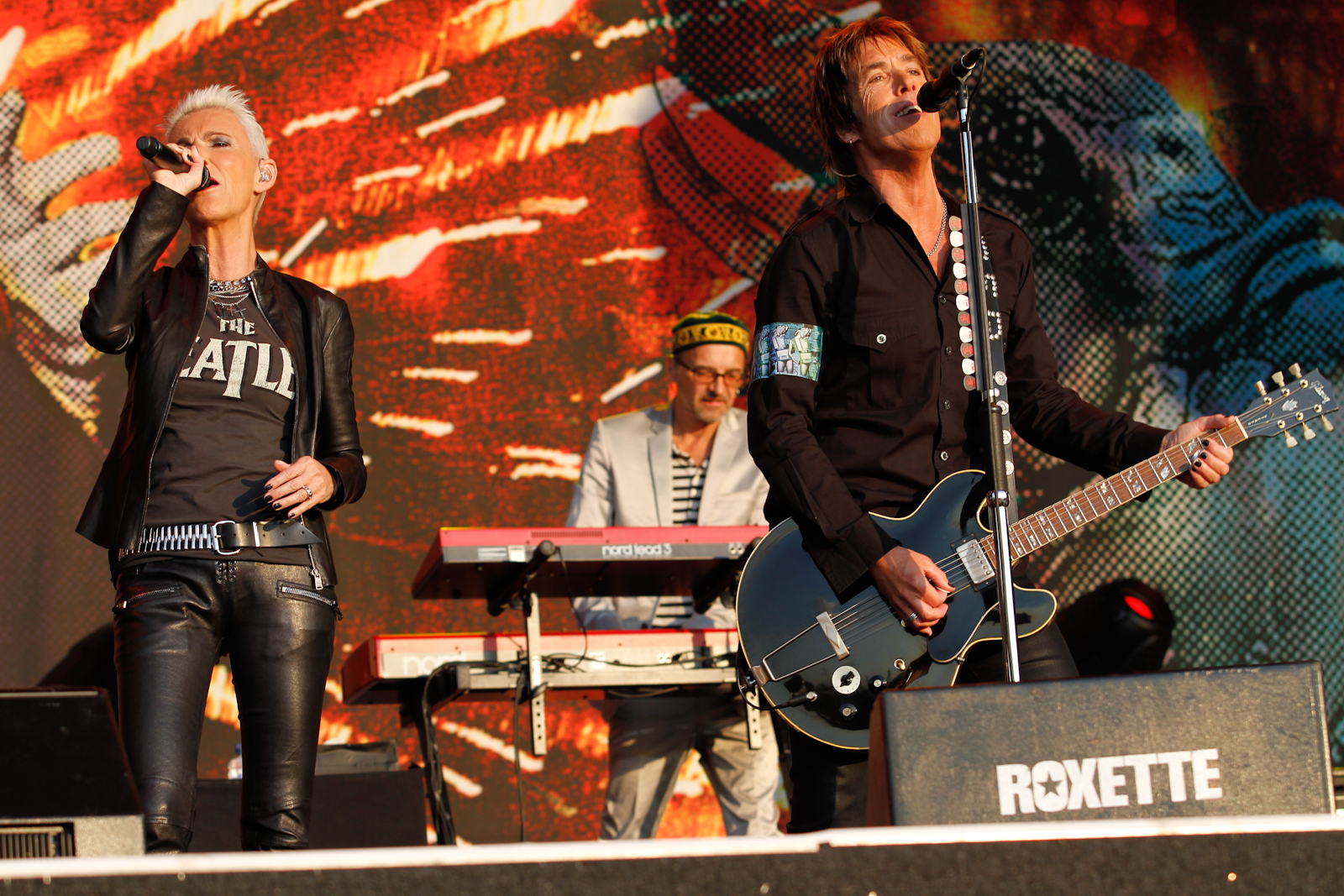
Roxette em um show na Holanda - 2011

Em 23 de outubro de 2009, o jornal sueco Expressen informou que o Roxette estava gravando novas músicas. Per afirmou que estava trabalhando em um novo material para um próximo álbum desde maio de 2009. No início de novembro de 2010, foi anunciado que a banda realizaria sua primeira turnê mundial desde 1995. Seu oitavo álbum de estúdio, Charm School, foi lançado na Europa em 11 de fevereiro de 2011 e alcançou o top 20 das onze paradas de álbuns europeias. O conjunto também se tornou o primeiro desde Tourism de 1992 a alcançar o primeiro lugar na parada de álbuns alemã, onde foi certificado ouro por vendas superiores a 100 mil unidades. O álbum foi precedido pelo single "She's Got Nothing On (But the Radio)" em 10 de janeiro de 2011, que se tornou o maior sucesso do Roxette no mercado alemão desde "How Do You Do!", e por várias semanas foi o quarto mais- tocou música em rádios de todo o mundo. Charm School também recebeu um lançamento comercial completo na América do Sul, estreando em primeiro lugar na parada de álbuns argentina. A Charm School World Tour, a primeira em 15 anos, começou em 28 de fevereiro de 2011 em Kazan, Rússia. A turnê incluiu 140 shows mais três shows corporativos e terminou em 9 de setembro de 2012 na Cidade do México, com a banda se apresentando para mais de 800.000 pessoas nos 77 shows e dois shows corporativos realizados somente em 2011. Em 15 de novembro, o Roxette fez seu primeiro show no Reino Unido em 17 anos na Wembley Arena, em Londres, e em março de 2012, eles realizaram dois shows na China, depois que o Ministério da Cultura chinês lhes deu permissão para tocar.
No início de 2012, Gessle confirmou através de sua conta oficial no Twitter que a gravação do nono álbum de estúdio do Roxette, intitulado Travelling, havia sido concluída.

### Good Karma e morte de Marie Fredriksson
Em 2013, Gessle se reuniu com sua ex-banda Gyllene Tider, que lançou um novo álbum e excursionou pela Suécia, enquanto Roxette lançou seu primeiro show em Blu-ray / DVD, Live: Traveling the World.  Fredriksson também lançou seu oitavo álbum solo, Nu!, que ela promoveu com uma turnê pelas salas de concerto suecas. Em abril de 2014, após o anúncio do 25º aniversário do primeiro hit dos Estados Unidos # 1 de Roxette, "The Look", eles anunciaram que embarcariam em novas pernas da "The Neverending World Tour ", começando na Rússia no final de outubro 2014." The Look (2015 Remake) ", uma nova gravação do single de 1988, foi lançado em julho de 2015. O Roxette Diaries, um documentário dirigido por Jonas Åkerlund, foi lançado em serviços de streaming em março de 2016.
Em 18 de abril de 2016, foi divulgada uma declaração oficial, cancelando a última etapa da "The Neverending World Tour", devido a preocupações com a saúde de Marie Fredriksson. Seus médicos a aconselharam a não tocar ao vivo. Ela declarou: "Infelizmente, agora meus dias de turnê terminaram e quero aproveitar esta oportunidade para agradecer aos nossos fãs maravilhosos que nos seguiram em nossa longa e sinuosa jornada". Gessle acrescentou: "O passeio na estrada acabou agora - mas com certeza nos divertimos, não é?" O décimo álbum de estúdio de Roxette, Good Karma, foi lançado em junho de 2016. O disco foi precedido pelo single "It Just Happens", dois meses antes. O álbum contém produção dos músicos suecos Addeboy vs Cliff, com Gessle dizendo que foram escolhidos para "injetar sangue novo no som do Roxette". Remixes à parte, esta é a primeira vez que eles permitem que alguém de fora do Roxette canon produza novas músicas. Per Gessle viajou pela Europa em outubro e novembro de 2018 como "Per Gessle's Roxette". O conjunto emprestou pesadamente o catálogo da banda. Em outubro de 2018, a Roxette lançou uma edição de 30 anos da Look Sharp! , que continha um disco bônus de demos e outtakes inéditos.
Marie Fredriksson morreu em 9 de dezembro de 2019 aos 61 anos de idade, após uma longa batalha contra um tumor cerebral. No dia de sua morte, o videoclipe de "It Must Have Been Love", postado no canal oficial do Roxette no YouTube, alcançou mais de 430 milhões de visualizações.. Prestando homenagem a Fredriksson após sua morte, Gessle disse que ela era "uma excelente musicista, uma mestre da voz, uma intérprete incrível".

## Discografia

### Álbuns de estúdio
- 1986 – Pearls of Passion
- 1988 – Look Sharp!
- 1991 – Joyride
- 1992 – Tourism: Songs from Studios, Stages, Hotelrooms & Other Strange Places
- 1994 – Crash! Boom! Bang!
- 1996 – Baladas En Español
- 1999 – Have A Nice Day
- 2001 – Room Service
- 2011 – Charm School
- 2012 - Travelling
- 2016 - Good Karma